# Commerce dans l'Égypte antique
Le commerce dans l'Égypte antique est l'ensemble des échanges de biens, denrées et animaux, transitant par les routes commerciales terrestres et maritimes reliant la civilisation égyptienne antique à l'Inde antique, au Croissant fertile, à l'Arabie et à l'Afrique subsaharienne.

## Transport et commerce préhistorique
Les migrations hors du Croissant fertile ont transporté les premières pratiques agricoles vers les régions voisines, vers l'ouest en Europe et en Afrique du Nord, vers le nord en Crimée et vers l'est en Mongolie,,,,,,,,,,,.
Les peuples du Sahara ont importé des animaux domestiques d'Asie entre 6000 et 4000 avant notre ère. À Nabta Playa, à la fin du 7e millénaire avant notre ère, les Égyptiens de cette épôque importaient des chèvres et des moutons d'Asie du Sud-Ouest.
Des artefacts étrangers datant du 5e millénaire avant notre ère dans la culture badarienne en Égypte indiquent un contact avec la Syrie lointaine. Dans l'Égypte prédynastique, au début du 4e millénaire avant notre ère, les Égyptiens de Maadi importaient des poteries de Canaan.
Au 4e millénaire avant notre ère, la navigation était bien établie, et l'âne et peut-être le dromadaire avaient été domestiqués. La domestication du chameau de Bactriane et l'utilisation du cheval pour le transport ont ensuite suivi. Des échantillons de charbon de bois trouvés dans les tombes de Nekhen, datées des périodes Naqada I et II, ont été identifiés comme étant du cèdre du Liban. Les Égyptiens prédynastiques de la période Naqada I importaient également de l'obsidienne d'Éthiopie, utilisée pour façonner des lames et d'autres objets à partir de flocons. Les Naqadiens commerçaient avec la Nubie au sud, les oasis du désert occidental à l'ouest et les cultures de la Méditerranée orientale à l'est.
Des poteries et d'autres objets du Levant datant de l'époque naqadienne. Des objets égyptiens datant de cette époque ont été retrouvés à Canaan et dans d'autres régions du Proche-Orient, notamment à Tell Brak et à Uruk et Suse en Mésopotamie.
Dans la seconde moitié du 4e millénaire avant notre ère, la pierre précieuse lapis-lazuli était commercialisée depuis sa seule source connue dans le monde antique - Badakhshan, dans ce qui est aujourd'hui le nord-est de l'Afghanistan - jusqu'en Mésopotamie et en Égypte. Au 3e millénaire avant notre ère, le commerce du lapis-lazuli s'est étendu à Harappa, Lothal et Mohenjo-daro, dans la civilisation de la vallée de l'Indus, dans les régions actuelles du Pakistan et du nord-ouest de l'Inde. La vallée de l'Indus était également connue sous le nom de Meluhha, le premier partenaire commercial maritime des Sumériens et des Akkadiens en Mésopotamie. L'ancien port construit à Lothal, en Inde, vers 2400 avant notre ère, est le plus ancien port maritime connu.

## Commerce transsaharien
La route terrestre à travers le Ouadi Hammamat du Nil à la mer Rouge était connue dès l'époque prédynastique ; des dessins représentant des bateaux égyptiens en roseau ont été trouvés, le long du chemin, datant de 4000 avant notre ère. Des villes datant de la Ire dynastie égyptienne d'Égypte se sont élevées le long de ses jonctions avec le Nil et la Mer Rouge, témoignant de l'ancienneté de la popularité de la route. Elle est devenue une route majeure entre Thèbes et le port d'Elim sur la mer Rouge, d'où les voyageurs se rendaient ensuite en Asie, en Arabie ou dans la Corne de l'Afrique. Des documents attestent de la connaissance de la route par Sésostris Ier, Séthi Ier, Ramsès IV et aussi, plus tard, par l'Empire romain, notamment pour l'exploitation minière.
La route commerciale du Darb el-Arbain, qui passe par Al-Kharga au sud et Assiout au nord, a été utilisée dès l'Ancien Empire pour le transport et le commerce de l'or, de l'ivoire, des épices, du blé, des animaux et des plantes. Plus tard, les Romains ont protégé la route en la bordant de divers forts et petits avant-postes, certains gardant de grands établissements avec des cultures. Décrite par Hérodote comme une route « traversée ... en quarante jours », elle devint à son époque une importante route terrestre facilitant le commerce entre la Nubie et l'Égypte. Son étendue maximale partait de Kobbei, 25 miles au nord d'al-Fashir, traversait le désert, Bir Natrum et Oued Howar, et se terminait en Égypte.

## Commerce maritime
La construction navale était connue des Égyptiens dès 3000 avant J.-C., et peut-être même avant. Les anciens Égyptiens savaient comment assembler des planches de bois pour former la coque d'un navire, reliées par des sangles tissées, avec des roseaux ou de l'herbe pour le calfatage. L'institut archéologique américain rapporte que le plus ancien navire — 75 pieds de long —, datant de 3000 avant notre ère, pourrait avoir appartenu au pharaon Aha.
Une colonie égyptienne du sud de Canaan date d'un peu avant la Ire dynastie égyptienne. Narmer faisait produire de la poterie égyptienne à Canaan — son nom étant apposé sur les récipients — et l'exportait vers l'Égypte, depuis des régions comme Tel Arad, En Besor, Rafah et Tel Erani. En 1994, des fouilleurs ont découvert un tesson de céramique incisé portant le signe serekh de Narmer, datant d'environ 3000 avant notre ère. Des études minéralogiques révèlent que le tesson est le fragment d'une jarre à vin exportée de la vallée du Nil vers la Palestine. En raison du climat de l'Égypte, le vin était très rare et presque impossible à produire dans les limites de l'Égypte. Pour obtenir du vin, les Égyptiens devaient l'importer de Grèce, de Phénicie et de Palestine. Ces premières amitiés ont joué un rôle clé dans la capacité de l'Égypte à faire du commerce et à acquérir les biens dont elle avait besoin.

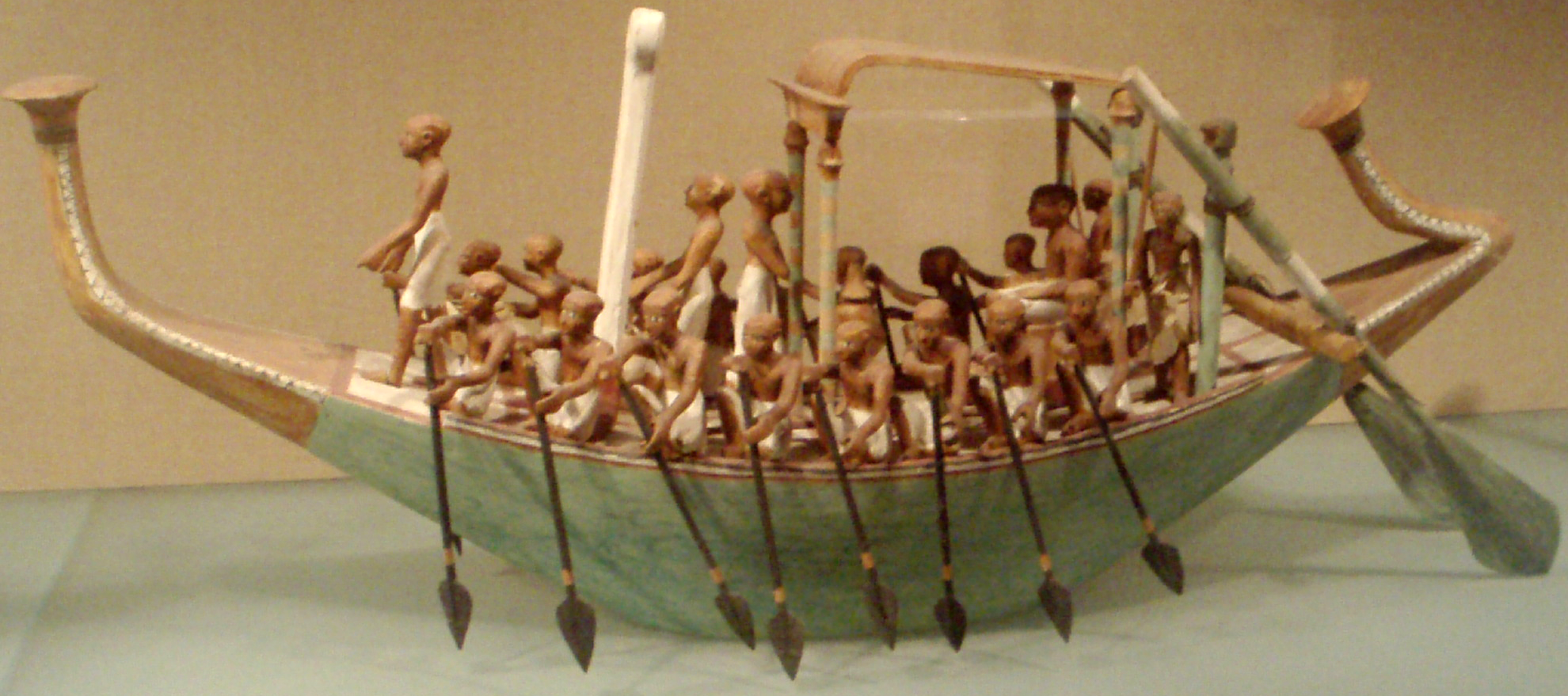
Modèle d'une barque funéraire à rames provenant de la tombe de Méketrê (début du règne d'Amenemhat Ier).

La pierre de Palerme mentionne que le roi Snéfrou de la IVe dynastie envoyait des bateaux pour importer du cèdre de grande qualité du Liban. Dans une scène de la pyramide du pharaon Sahourê de la Ve dynastie, des Égyptiens reviennent avec d'énormes cèdres. On trouve le nom de Sahourê estampillé sur une fine pièce d'or sur une chaise du Liban, et des cartouches de la Ve dynastie ont été trouvés dans des récipients en pierre du Liban. D'autres scènes dans son temple représentent des ours syriens. La pierre de Palerme mentionne également des expéditions dans le Sinaï ainsi que dans les carrières de diorite au nord-ouest d'Abou Simbel.
La plus ancienne expédition connue au pays de Pount fut organisée par Sahourê, qui aurait rapporté une quantité de myrrhe, ainsi que de la malachite et de l'électrum. Vers 1950 avant notre ère, sous le règne de Montouhotep III, un officier nommé Hennou a effectué un ou plusieurs voyages à Pount. Au XVe siècle avant notre ère, Néhésy a mené une expédition très célèbre pour la reine Hatchepsout afin d'obtenir de la myrrhe ; un rapport de ce voyage est conservé sur un relief dans le temple funéraire d'Hatchepsout à Deir el-Bahari. Plusieurs de ses successeurs, dont Thoutmôsis III, organisèrent également des expéditions à Pount.